# Je sème à tout vent
Pour plus de détails, voir Fiche technique et Distribution.
Je sème à tout vent est un documentaire français réalisé par Pierre Kast, sorti en 1952.

## Synopsis
Un extraterrestre visite la terre après une apocalypse nucléaire. Il cherche à comprendre notre monde à travers les illustrations d'un Petit Larousse.

## Fiche technique
- Titre original : Je sème à tout vent
- Réalisation : Pierre Kast
- Scénario : Pierre Kast, François Chalais
- Photographie : Arcady
- Montage : Lola Barache
- Musique : Elsa Barraine
- Production : Pierre Lévy-Corti
- Société de production : Coopérative générale du cinéma français
- Pays d'origine :  France
- Langue originale : français
- Format : Noir et blanc  — 35 mm — 1,37:1 — son mono
- Genre : Documentaire
- Durée : 25 minutes
- Dates de sortie : 
  - France : 1952

## Distribution
- Jean Vilar : narrateur